# کوهی ساهو
کوهی ساهو (ژاپنی: 佐保 昂兵衛؛ زادهٔ ۲۲ دسامبر ۱۹۹۳) یک بازیکن فوتبال اهل ژاپن است.
از باشگاه‌هایی که در آن بازی کرده‌است می‌توان به باشگاه فوتبال ایماباری و باشگاه فوتبال ونریر هاچینوهه اشاره کرد.